# Villa Durazzo Bombrini
La Villa Durazzo Bombrini est l'une des nombreuses villas historiques de l'ouest génois. Elle est située à Cornigliano, un quartier à la périphérie ouest de Gênes. 

## Histoire
Elle a été construite à partir de 1752, sur un projet de Pierre Paul De Cotte pour le marquis de Gabiano, Giacomo Filippo II Durazzo. La disposition est typique des résidences aristocratiques françaises, avec un bâtiment central et 2 ailes latérales autour d'une vaste cour, une structure plutôt inhabituelle pour le contexte génois, toujours fortement lié à l'architecture répandue du XVIe siècle. 
L'intérieur du bâtiment, toujours considéré comme le plus grand exemple d'architecture résidentielle innovante des années 1700 sur le territoire de l'ancienne République de Gênes, se caractérise par un imposant escalier en marbre en porte-à-faux et abrite deux peintures de Francesco Solimena datées vers 1717. 
En 1778,  la résidence a été rénovée par le génois Andrea Tagliafichi ,avec l'ajout du porche et la rénovation de nombreuses pièces. Un premier événement important qui a changé la physionomie du parc a été la construction, en 1856, du nouveau chemin de fer Gênes-Voltri qui a coupé le lien entre l'édifice et la mer. 
L'histoire de la villa a enregistré plusieurs changements de propriétaire. En 1865, la villa est devenue la propriété de la maison royale de Savoie et le roi Victor-Emmanuel II l'a élue résidence d'été de son fils, le prince Odo de Savoie. Après sa mort prématurée, survenue en 1866, la villa est à nouveau mise en vente: en 1872, elle devient la propriété du chevalier Patrone et à la fin du XIXe siècle elle devient la propriété de la famille Bombrini. Ainsi, après avoir passé au XXe siècle la propriété de sociétés génoises qui ont installé ses bureaux (notamment Ansaldo et Italsider), le bâtiment appartient depuis 2008 à la société Per Cornigliano, qui l'a utilisé comme lieu d'expositions, d'événements musicaux, de spectacles et de conférences. 

Foto di Paolo Monti, 1963 - 1964
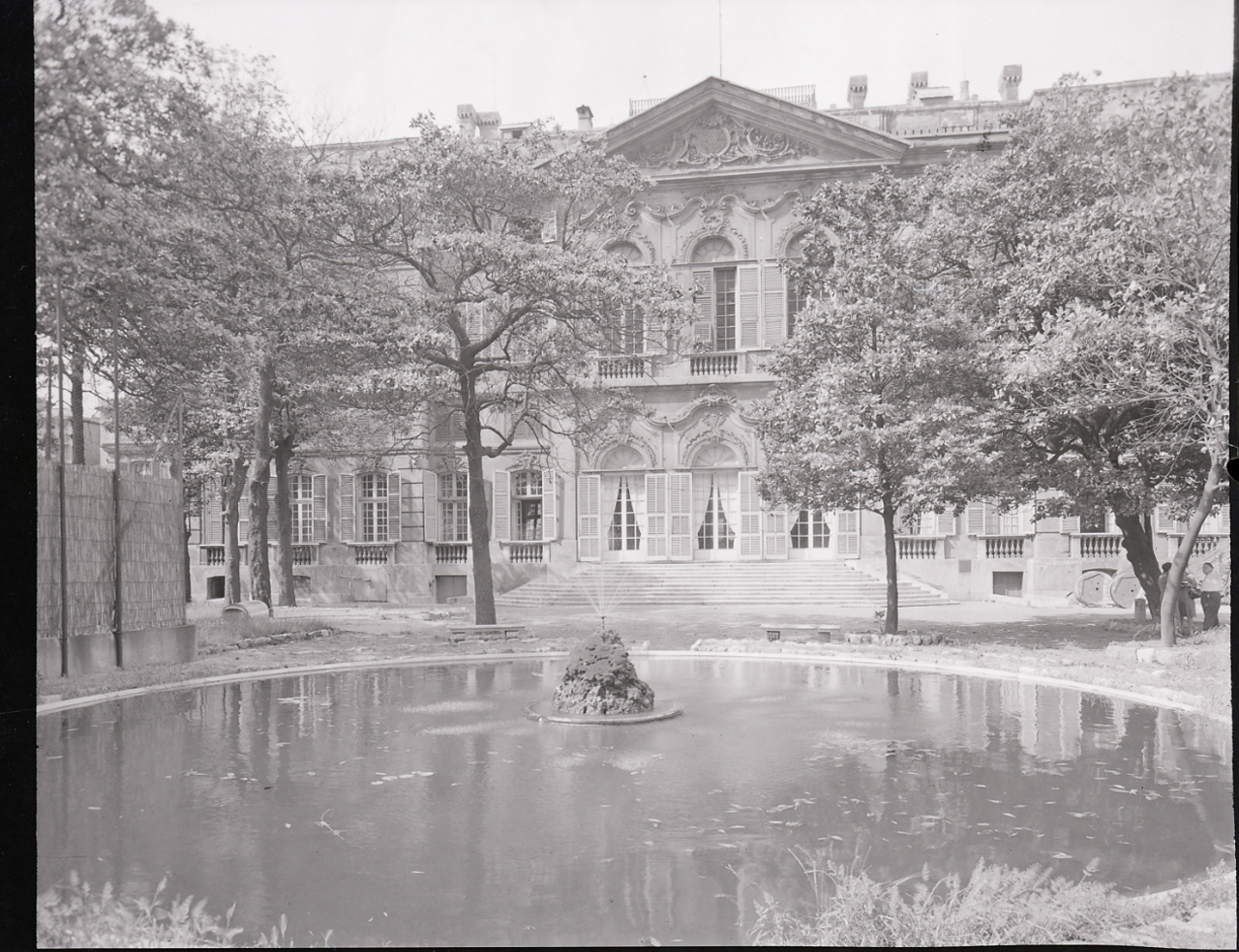
Le jardin avec l'étang. Photo de Paolo Monti, 1964.
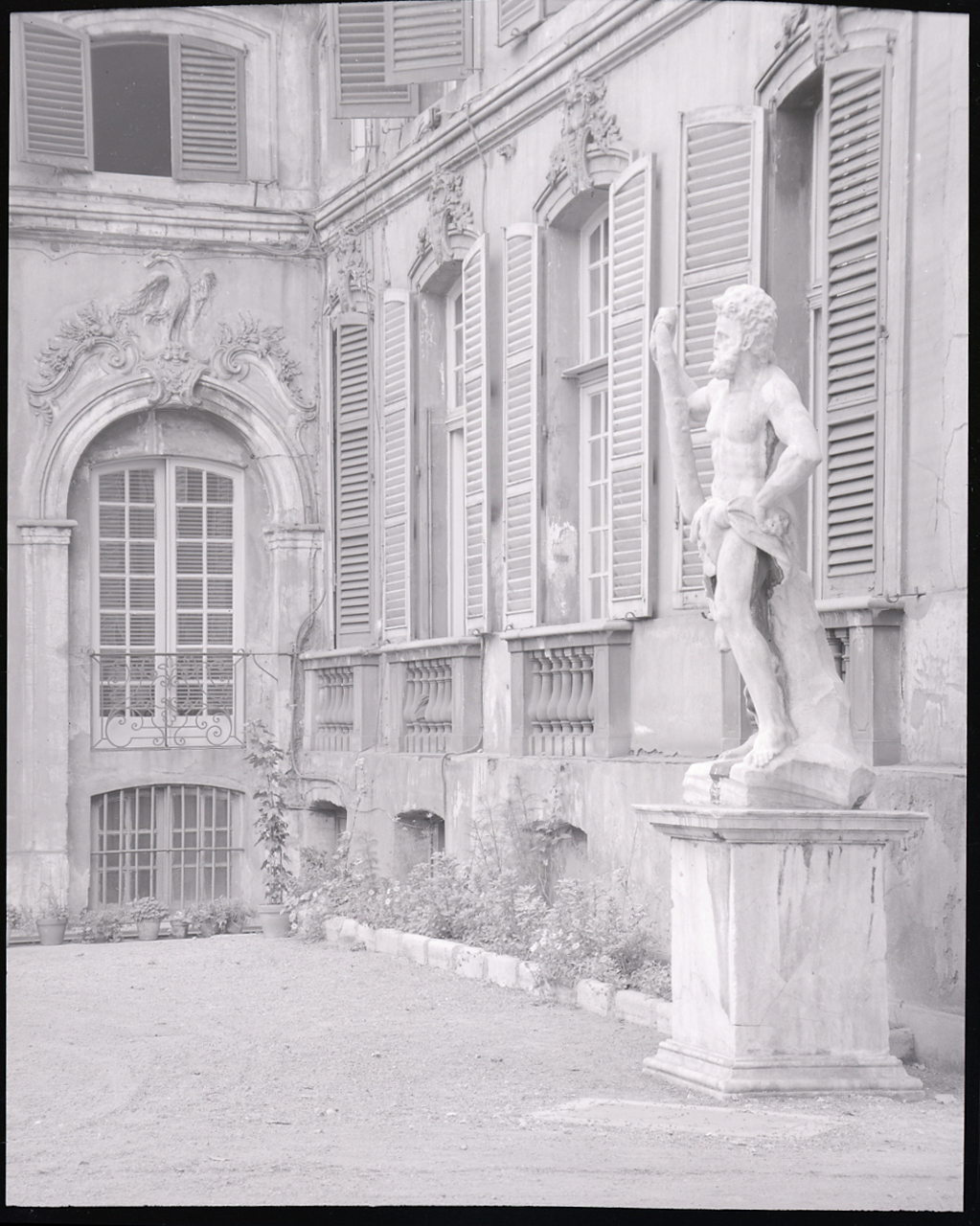
Détails décoratifs de l'extérieur
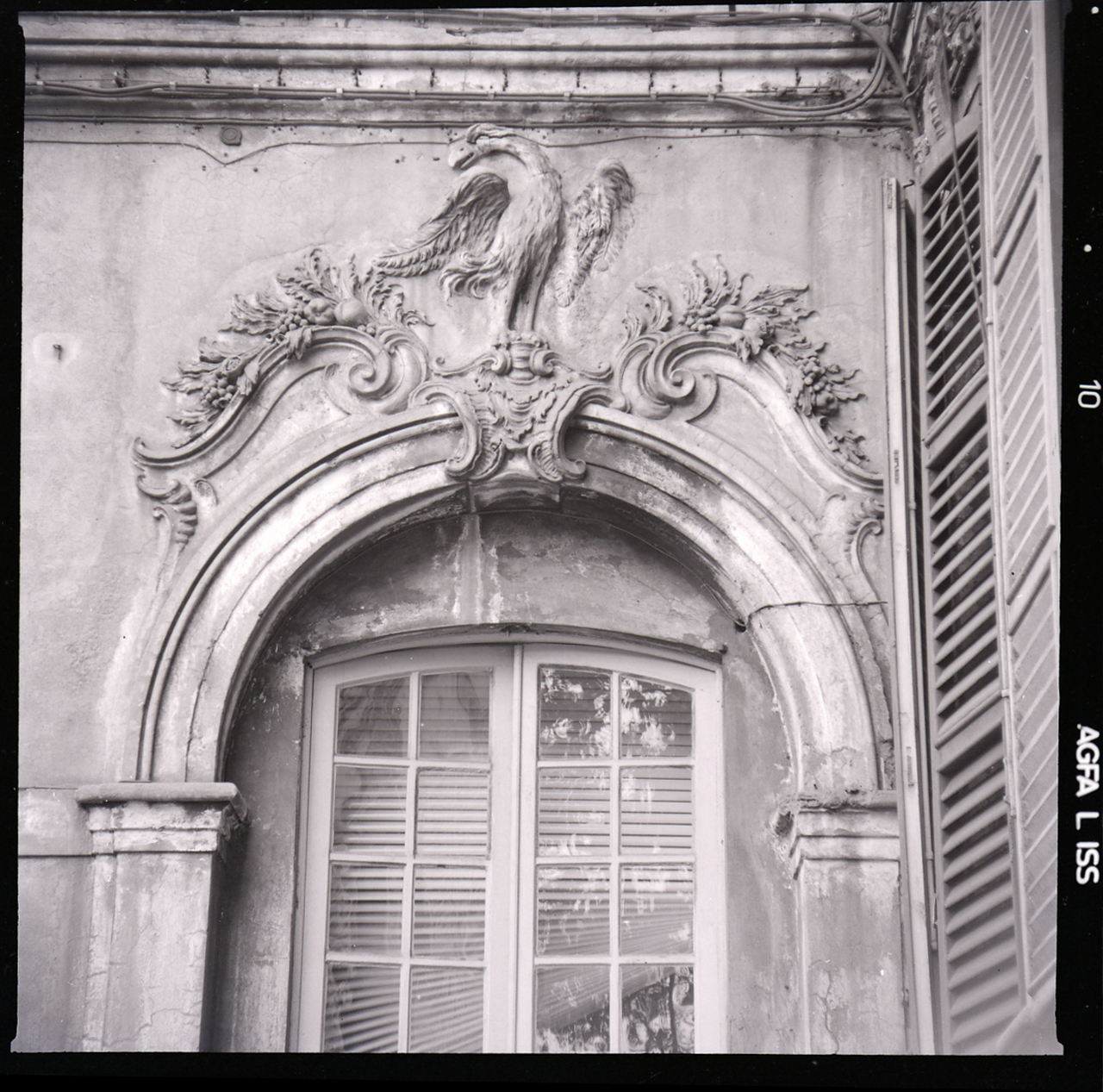
Détails décoratifs
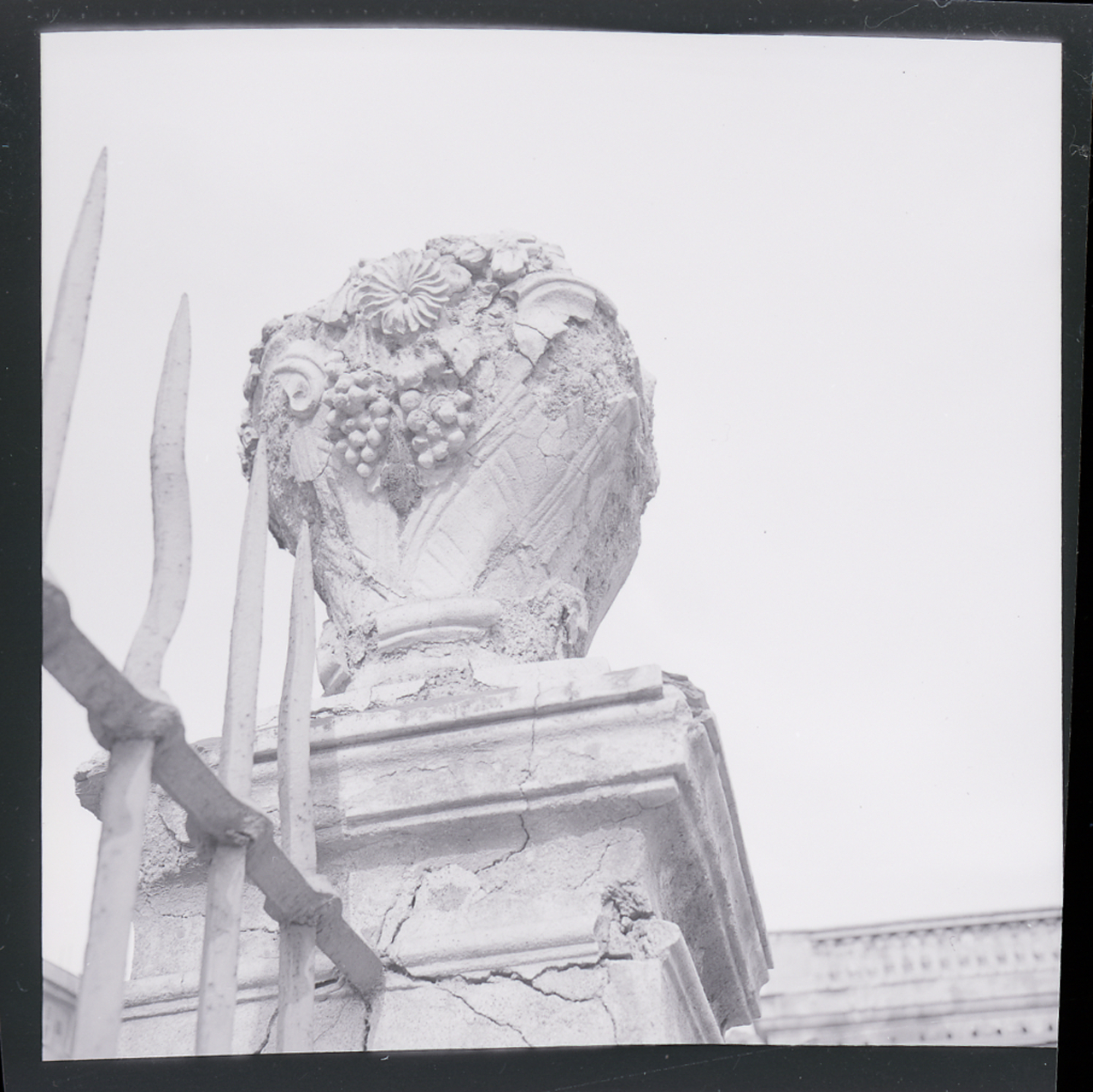
Détail de la porte d'entrée